# Montrose (Écosse)
Pour les articles homonymes, voir Montrose.
Montrose est un ancien burgh royal d'Écosse situé dans l'actuel council area d'Angus.
Le club de football Montrose FC et son stade, le Links Park, sont basés dans la ville.

## Personnalités et événements liés à la commune

### Naissance à Montrose
- C'est la ville natale du chirurgien James Esdaile, né le 6 février 1808, célèbre pour ses interventions chirurgicales effectuées en Inde sous hypnose, alors que l'anesthésie à l'éther n'existait pas encore et que le chloroforme n'avait pas encore été découvert.
- Le statisticien John Wishart né  le 28 novembre 1898[1].
- La suffragette Annot Robinson née le 8 juin 1874.
- l'explorateur Alexander Burnes né le 16 mai 1805.

### Autres
- La ville est le théâtre du roman de Violet Jacob, Flemington (1911).